# Ben Magec - Ecologistas en Acción

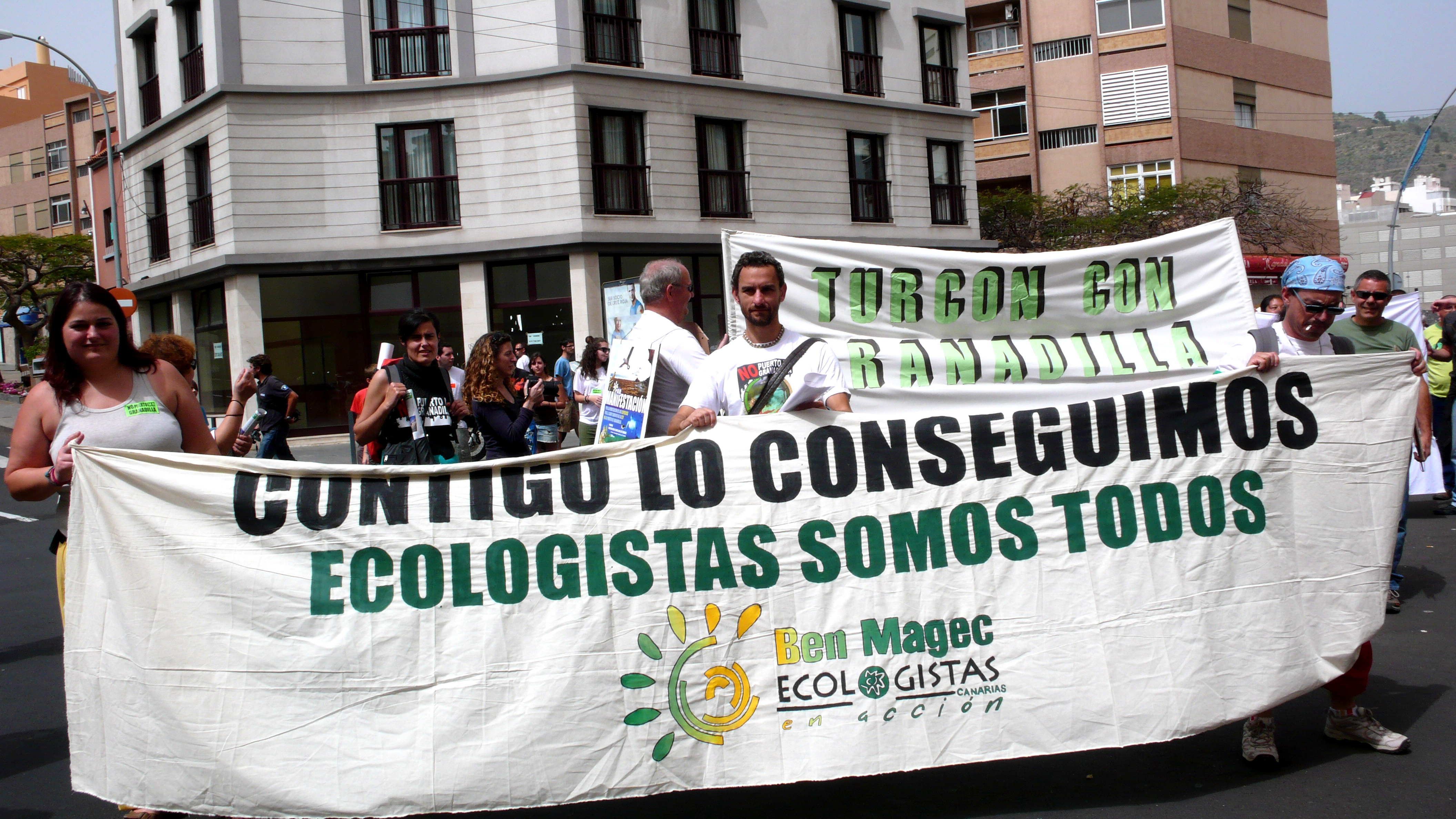
Manifestación convocada por Ben Magec - Ecologistas en Acción.

Ben Magec - Ecologistas en Acción es una federación de organizaciones no gubernamentales de Canarias, integrada dentro de la Confederación Estatal Ecologistas en Acción dedicada a la defensa y protección del medioambiente; valores naturales, culturales y sociales de las islas.

## Historia

### Antecedentes, la A.M.E.C
Los antecedentes de Ben Magec, se dan en el municipio de Haría en Lanzarote, cuando en el año 1989 colectivos ecologistas de todo el Archipiélago se dieron cita en una asamblea para establecer una base de comunicación e intercambio de información y aunar esfuerzos. Esa primera asamblea fue denominada Asamblea del Movimiento Ecologista de Canarias (AMEC).
En parte por esta clase de experiencias, y en parte por una mayor madurez del movimiento, los distintos colectivos van a generar una dinámica más estable de debate y coordinación. También la fragmentación geográfica de Canarias y la concentración de las instituciones autonómicas y la población en las dos islas capitalinas provoca que varios grupos se planteen la necesidad de articular un instrumento que haga mucho más efectivas las luchas en defensa del patrimonio natural y cultural del archipiélago.
Esta se manifiesta a través de unas reuniones anuales, que se suelen celebrar rotativamente en distinta isla, y que se comienzan a denominar Asamblea del Movimiento Ecologista Canario (AMEC). De esta forma, en Haría (Lanzarote), en febrero de 1989, agrupaciones ecologistas de todo el archipiélago se dan nuevamente cita y decidían una base de comunicación e intercambio de información, buscando el mayor número de objetivos comunes, trabajando en torno a problemas concretos, complementando planteamientos y, en el respeto a la autonomía e independencia de cada colectivo “comenzar un camino en común”.
Durante el final de los años ochenta y principios de los noventa, la AMEC ha apoyado varias luchas, siendo de las más destacadas la Campaña de apoyo a la Coordinadora “Salvar el Rincón”, ante los intentos de urbanización de ese espacio agrícola de La Orotava, para lo cual se ejerció la Iniciativa Legislativa Popular con el fin de proteger dicho espacio, lo que llevó a la recogida de más de 15.000 firmas. Otra lucha que promocionó la AMEC, es la extensión de la pelea a todas las islas de la pelea de Asamblea Irichen contra los intentos de modificar la ley de Espacios Naturales de Canarias para urbanizar el Charco Verde (La Palma).

### Constitución de Ben Magec
Lógicamente pese a esta esperanzadora trayectoria no faltaron momentos difíciles y de conflicto en este proceso, por supuesto el continuo debate entre “conservacionismo” y “ecologismo político” salto a la palestra, impregnado por conflictos personales (intrínseca en toda colectividad humana) y por el debate de las duformas de participación. Aun así, este proceso de asambleas llevó casi inevitablemente a una forma de organización todavía más estable, la Federación Ecologista Canaria Ben Magec.
En la asamblea celebrada en noviembre de 1991 en la Isla de La Palma, los grupos participantes de AMEC constituyen la Federación Ecologista Canaria Ben Magec.
El debate sobre los principios, objetivos y organización de esta futura federación de los ecologistas, involucró de una u otra forma a la inmensa mayoría de los colectivos ecologistas del archipiélago. Las distintas ideas de la forma de unión fueron ampliamente debatidas y resultó complicado el proceso de aprobación final de unos documentos (declaración de principios y estatutos) con los que todo el mundo estuviera conforme.
En un comienzo algunas asociaciones no tenían nada clara la necesidad de una federación tan articulada, en cambio otras organizaciones tenían su modelo claro y apostaban claramente por una federación articulada, donde el peso recayera en los grandes colectivos, así comenta el dirigente de Imidauen, Agustín Suárez:
“Creo que fue fundamental la labor de impulso de la federación que realizaron colectivos como El Guincho o Asamblea Irichen, porque además evitó que colectivos históricos con ciertos recelos hacia un proceso de este tipo, como ASCAN y ATAN, se quedaran fuera de la misma”.
Finalmente, en un debate donde el modelo de participación fue una de las cuestiones más debatidas, se llega a la asamblea fundacional en La Palma en febrero de 1991. En dicha asamblea firman como asociaciones fundadoras Altahay, ASCAN, el Colectivo de acción ecológica “Barrilla”, Cueva del Sol, Imidauen, La Vinca, Palo Blanco y Veneguera por Gran Canaria, ADENIH por el Hierro, Agonane por Fuerteventura, ATAN por Tenerife, El Guincho por Lanzarote, La Centinela por La Palma y Guarapo por Gomera. Unos pocos meses después ya el nivel de unidad es menor, ya que en la Asamblea Constituyente (en Gran Canaria) se caen de este anterior listado asociaciones como ASCAN y Barrilla, que según las actas desisten por no haber presentado la documentación necesaria, sin embargo hay varias asociaciones que asisten a esta asamblea como invitados, Ben Ahemon, Azuaje y Turcón de Gran Canaria, Tilama de Lanzarote y TEA de Tenerife.
En cuanto a las áreas de trabajo se aprobó por unanimidad que la federación debía “tender a estar ocupada fundamentalmente en torno a los siguientes temas: energías, territorio (entendida como la defensa del espacio territorial canario, incluido el mar, y su biodiversidad), propuestas alternativas al actual modelo de desarrollo económico, y trabajar las siguientes tareas concretas (divulgación, con la elaboración de una campaña de presentación pública de Ben Magec, haciéndose cargo El Guincho de elaborar la propuesta concreta, creación de un boletín informativo interno/ externo, (...) creación de un centro de documentación, posibilitar el trasvase de información entre los distintos colectivos, creación de espacios para el debate (...)”.
Como bien dice en la Declaración de principios de la Federación, que nos sirve como reflejo histórico del “consenso posible” de la opinión del movimiento ecologista: “El proceso de constitución de la Federación (...) responde a la necesidad de movilizarnos de manera coordinada en torno a esta problemática común, que nos compromete a trabajar juntos por razones de urgencia y de importancia, para dar una respuesta global, respetando las realidades particulares.
Ante lo expuesto la Federación (...) formula como principios básicos de actuación, los siguientes 14 puntos:
1º Abogamos por una alternativa a la actual degradación ecológica y cultural del Archipiélago, en un sentido amplio, que elimine las actuales causas de la misma, ya sean culturales, políticas y económicas, de cara a preservar la riqueza ecológica y cultural de Canarias. (...)
2º Concebimos los Espacios Naturales como parte inseparable del medio y relacionado (...), con otros espacios más intervenidos por la acción humana, como el caso rural, urbano y marino. Reafirmamos nuestra voluntad colectiva de defender nuestros espacios naturales (...)
3º El mar, (...) se nos plantea como uno de los elementos fundamentales a potenciar en su integridad, en sus vertientes ecológica, económica, (...).
4º Dado el panorama del territorio (...) entendemos se debe proceder al reconocimiento social de los valores del suelo agrícola y su protección, tanto por su interés económico, como por su valor ecológico, como recurso escaso y no renovable, y por su evidente interés territorial, cultural y paisajístico. Apostamos por un desarrollo de la Agricultura Ecológica (...).
5º Estamos por la mejora de las condiciones de vida, superando la desigualdad, (...) como fruto de la orientación productivista y consumista del modelo económico imperante.
6º Tenemos el derecho y el deber de desarrollarnos en armonía con la Naturaleza, para alcanzar una salud global de las personas y el medio ambiente. Apoyamos el desarrollo y la aplicación de las medicinas alternativas (...).
7º Por razones obvias de limitación geográfica del Archipiélago, (...) apostamos por la potenciación del uso de transportes públicos (...) Apoyamos la mejora del transporte y la comunicación entre las islas y de éstas con el exterior. Defendemos los derechos de los peatones y del fomento del hábito de andar, así como la utilización de formas alternativas de transporte.
8º (...) Es importante, en consecuencia, trabajar por un modelo energético diferente que no agote los recursos, diversificado, no contaminante, no dependiente, y no monopolístico que aproveche las fuentes de energías renovables de que disponemos en Canarias (...).
9º Estamos por un mundo en Paz y por fomentar en la sociedad una conciencia y acción antimilitarista. (...) En consecuencia apostamos por la desmilitarización de las islas y de las conciencias, al tiempo que defendemos la neutralidad del Archipiélago (...).
10º Manifestamos nuestra vocación de solidaridad para con los pueblos (...) defendemos un orden internacional en el que se fomente un mutuo respeto, la solidaridad, la convivencia pacífica y el desarrollo igualitario (...).
11º (...) Defendemos una educación que vincule a las personas con su entorno (...).
12º Defendemos y fomentamos la participación y movilización de las personas y comunidades en la resolución de los problemas que les afectan, a través de mecanismos de participación lo más directos y participativos posible. (...).
13º Reivindicamos nuestra identidad cultural y aspiramos a que siga contribuyendo a conformar la Cultura Universal, sin renunciar a la renovación constante que experimenta toda cultura viva, y estamos por la recuperación de todas aquellas costumbres tradicionales que conforman nuestra idiosincrasia. (...).
14º Estamos convencidos de que un principio básico de convivencia, es el respeto real a los Derechos Humanos en su más amplio sentido (...). Para la Federación (...), es también una idea fundamental que el encuentro de las asociaciones que hoy se materializan en la constitución de esta Federación, sirva como un instrumento útil para potenciar y consolidar el Movimiento Ecologista Canario en sus formas más amplias y plurales, así como para el contacto con el resto del Movimiento Ecologista Mundial”.

### Las luchas y campañas más importantes
La importancia de esta organización y del movimiento ciudadano ecologista en la transformación del paisaje es más importante de lo que se reconoce, ya que cientos de zonas del archipiélago canario se habrían moldeado de otra forma sino llega a ser por la actuación de estos grupos.
Dos ejemplos contundentes e históricos de esta cuestión han sido los paisajes litorales de Veneguera (Gran Canaria) y El Rincón (Tenerife), estos dos territorios se vieron en “peligro” cuando en la década desarrollista de los ochenta se intentaron poner en marcha planes para convertir estas zonas en turísticas. La creencia de sectores sociales y ecologistas importantes de que el desarrollismo turístico debía tener un parón en esas islas hizo que se levantaran sendas Iniciativas Legislativas Populares (ILP) que tuvieron más de las firmas necesarias, y llegaron al Parlamento, teniendo la clase política la necesidad de no contravenir esta “decisión” popular. También es muy de destacar la campaña que a inicios de la primera década del siglo XXI se realizó para intentar para el crecimiento turístico de camas, denominada "Canarias tiene un límite: Ni una cama más", donde se vivieron movilizaciones muy potentes en las cuales destacó mucho la isla de Lanzarote.
Esta iniciativa ciudadana demostró su propia capacidad para impedir la “transformación” del paisaje y territorio, zonas que podrían tener ahora más camas turísticas que Puerto Rico o Puerto de la Cruz se han visto preservadas para el futuro. Aunque estos han sido dos ejemplos muy importantes, este proceso de defensa del territorio no ha cejado su empeño, siendo los últimos hitos de dicho proceso participativo las manifestaciones contra la política especulativa en el litoral, en el Frente Marítimo de Las Palmas de GC y Granadilla, esta última con más de 60.000 personas movilizadas.
Ben Magec se integra en 1999 dentro de la Confederación Ecologistas en Acción, aunque conservando su propia autonomía. Ben Magec - Ecologistas en Acción cuenta con implantación de oficinas en todas las Islas Canarias.
Con altibajos importantes, la organización de esta federación fue aumentando, y a partir del año 2000 dio un giro importante, pues dejó de ser una simple coordinadora de reuniones y campañas aisladas para pasar a ser cada vez más una estructura organizada, que empìeza a tener una importante presencia mediática y comienza a desarrollarse en sí misma con una identidad propia dentro del movimiento, donde la renovación generacional, el notable incremento de socios, la creciente infraestructura en Tenerife y Gran Canaria, así como la implicación en lo estatal cambiarían su fisonomía.
En el año 2003, Ben Magec - Ecologistas en Acción fue galardonado con el Premio César Manrique por su trabajo en defensa del medio ambiente.

## Forma organizativa y dirigentes
La figura de máxima responsabilidad en Ben Magec-Ecologistas en Acción es el secretario general, que cumple una función muy importante en una organización que no es presidencialista, y donde también tiene mucho peso la Coordinadora Federal y el Consejo Federal, que son los máximos órganos de decisión entre Asambleas Generales, que suelen realizarse cada 2 o 3 años.
El Consejo Federal se suele reunir trimestralmente y rotativamente en distintas islas, y suele dirigir y elaborar las campañas y supervisar la marcha de la Federación (sus proyectos, su revista, etc.).
La Asamblea Federal se ha reunido 14 ocasiones en la historia de la organización, siendo una de las más importantes, la Asamblea Extraordinaria que se realizó en Las Palmas de GC en 2004, donde se pusieron las bases del sistema de funcionamiento de los socios, de la estrategia de futuro y de la independencia de la organización de cualquier partido político.
Secretarios/as generales:
1991-1993: María Rafaela Rivero
1994-1995: Marco Rodríguez
1996: Juan Carlos Estévez
1997-1999: Eugenio Reyes
1999-2002: Rafael Herrera
2003-2006: Gilberto Martel
2006-2008: Antonio Rodríguez
2008-2012: Francisco Castro
2012-2014: Luis Sánchez